# Сюзерен
Сюзере́н (на френски: suzerain) е едър феодален владетел, чиято власт се основава на васално подчинение на него от по-дребни феодали, получили от сюзерена (или негови предшественици) право да управляват част от земята (феод) в негово владение.
Феодалът-сюзерен (и неговата сюзеренна държава) контролира международните отношения на феодала-васал (и васалното му владение), оставяйки му относителна автономия в управлението на феода. В същото време в отговор на поетата от сюзерена политическа и военна външна защита васалът поема задължения към висшестоящия – финансови (изплащане на трибути), военни (набиране на военнослужещи и подпомагане с войски) и др.
Системата сюзеренитет – васалитет (наричана и „феодална стълбица“) е използвана в миналото също и в междудържавните отношения, дори на републики. Днес единствен остатък от такива отношения е княжеството Андора, чиито сюзерени са президентът на Франция и епископът на Сео де Урхел (Испания).
Примери от миналото за отношения на сюзеренни спрямо васални държави:
- Османската империя спрямо Дубровнишката република, княжествата Молдова, Влахия, Трансилвания, Сърбия, България, Кримското ханство (1478–1774) и др.;
- Руската империя спрямо Кримското ханство (1774-1783), Абхазкото княжество (1810-1864);
- Обединеното кралство Великобритания и Ирландия спрямо Република Трансваал (1881-1884);
- Австро-унгарската империя спрямо княжество Лихтенщайн до края на Първата световна война;
- Китай спрямо Външна Монголия (1913-1919).

Британско-руското съглашение от 1907 г., подписано без участието на Тибет и китайската империя Цин, въвежда понятието сюзеренитет на Китай над Тибет. Още тогава Тибет отхвърля съглашението поради своето неучастие и не дава васална клетва на китайския император. Днешната Китайска народна република счита съглашението за нелегитимно поради неучастието на китайската страна в неговото сключване, както и заради подмяната на суверенитета на Китай над Тибет със сюзеренитет.